# Панмонголизм

Великая Монголия

Панмонголизм (монг. Нармай Монгол) — движение за объединение монгольских народов в единое государство монголосферы.

## История движения
После провозглашения независимости Внешней Монголии, в конце 1911 года Богдо-гэгэн VIII поначалу стремился объединить всю Монголию под своей властью. Войска были направлены во Внутреннюю Монголию, но должны были быть отозваны, в связи с тем, что эти шаги могли спровоцировать конфликт России с Японией. В 1919 году в Забайкалье возникло так называемое пан-монгольское движение, которое поддерживал атаман Григорий Семёнов и к которому примкнули некоторые представители Внутренней Монголии, но правительство Богдо-гэгэна отказалось присоединиться. Панмонголисты планировали создать государство на территориях России (Бурятия) и монгольских землях, включенных в Китай. В 1919 году в Чите была проведена 1-я панмонголистская конференция. При этом движение геополитически ориентировалось бы на Японию и занимало бы откровенно антикоммунистические позиции. В начале 1920 года отряды панмонголистов были разгромлены.
25 февраля 1919 года в Чите начал свою работу съезд панмонголистов под председательством Нэйсэ-гэгэна (хутухты) Внутренней Монголии Ничи-Тойна Менду Баира. На съезде присутствовало 16 делегатов. Бурят Забайкалья представляли Даши Сампилон, Намадак Дылыков (от цугольских бурят), Э.-Д. Ринчино, Баярто Вампилун, Цыдыпов, Бимбаев. Съезд принял решение об образовании независимого федеративного Велико-Монгольского государства, в состав которого должны были Внутренняя и Внешняя Монголия, Барга и земли забайкальских бурят. Делегаты избрали правительство, получившее название «Даурское» (от станции Даурия, где оно заседало). Столицей государства должен был стать Хайлар, но город в это время был оккупирован китайскими войсками. В работе съезда принял участие атаман Семёнов, который за особые заслуги в деле создания пан-монгольского государства решение съезда получил звание «Гыцун-ван» (Святейший князь) и приглашение стать первым советником нового правительства. Также на съезде была избрана делегация на Версальскую мирную конференцию, однако послы союзных держав отказали в визе на выезд во Францию.
Осенью 1919 года "Великое Монгольское государство" распалось, Нэйсэ-гэгэн под напором партизан с остатками войск чахарами был вытеснен в район Троицкосавска, перешёл на территорию Монголии, где был арестован китайскими властями и в начале 1920 года расстрелян.  
Роман Унгерн-Штернберг также давал некоторые ссылки на пан-монголизм. Предположение о том, что пан-монгольское движение было инспирировано Японией, не доказано. В начале 1920 года отряд пан-монголистов был разгромлен при походе на Внешнюю Монголию.
Возрождение пан-монгольских настроений пришлось на конец Второй мировой войны, когда монгольские войска принимали участие в совместных операциях с советскими войсками против Мэнцзяна (см. Маньчжурская операция (1945)). Военные действия были окончены после того, как Иосиф Сталин передал Внутреннюю Монголию Мао Цзэдуну.    
Предводителем национально-освободительного движения во Внутренней Монголии и одним из главных идейных вдохновителей панмонголизма являлся монгольский князь, чингизид, Дэ Ван Дэмчигдонров, который являлся правителем Мэнцзяна. Дэмчигдонров изначально высказывал неприятие идей панкитаизма и всячески склонялся к промонгольскому вектору. Вместе с другими руководителями из числа монгольской знати сражался на стороне японской армии. Другая часть монгольской аристократии в Китае поддержала коммунистов. Одним из них являлся Уланьфу, который после окончания Второй Мировой войны в 1947 году станет руководителем автономного района Внутренняя Монголия. Дэмчигдонров в 1949 году бежал в МНР и поначалу был встречен там неплохо, однако уже в феврале 1950 года был арестован и в сентябре передан в руки властей КНР. В тюрьме написал девять книг воспоминаний. В 1963 году он был помилован, в дальнейшем  работал в историческом музее.    
После демократических реформ 1991 года, ряд неправительственных организаций стали вновь усиленно отстаивать панмонголизм. В Монголии это «Движение за единство монгольской нации», в Бурятии — «Движение за национальное единство Нэгэдэл» и «Бурят-Монгольская народная партия». Однако, ни одна из этих организаций не получила существенного политического влияния.
В настоящее время под панмонголизмом, который издавна боролся за объединение исторической области, понимают идею сотрудничества монгольских народов в рамках единого культурного пространства.

## История термина
Термин введён в оборот русским философом Владимиром Соловьёвым в одноимённом стихотворении 1894 г. и в «Повести об Антихристе» (строчка Соловьёва используется Блоком как эпиграф к стихотворению «Скифы») и изначально означал «угрозу европейской цивилизации с востока».
Однако позже термин был подхвачен бурятской интеллигенцией (Цыбен Жамцарано, Элбек-Доржи Ринчино), понимавшей данный термин по аналогии с пангерманизмом, панславизмом, пантюркизмом — то есть как идеологию создания национального государства.